# Gummihals
Der Begriff Gummihals ist ein schweizerischer Ethnophaulismus für einen deutschen Staatsangehörigen in der Schweiz.

## Geschichte
Der Begriff stammt aus den späten 1970ern und wurde zunächst vor allem von Studenten an Schweizer Universitäten verwendet, die sich über ihre deutschen Kommilitonen oder Dozenten beschweren oder lustig machen wollten. Über die genaue Bedeutung des Wortes wird seit Jahren spekuliert. Der Ausdruck wurde etwa dann verwendet, wenn der als aufdringlich empfundene Wortschwall von Deutschen in keinem Verhältnis zur eher zurückhaltenden Ausdrucksweise von Schweizern stand. Dabei leitet sich Gummihals vom übertreibenden Vergleich ab: „Selbst wenn du ihnen den Hals umdrehen könntest, sie würden immer noch unaufhörlich weiterreden.“
Seit etwa dem Jahr 2000 ziehen jährlich 40.000 deutsche Staatsbürger in die Schweiz. Diese Tatsache stößt vor allem in weiten Teilen der Deutschschweiz auf Widerstand in der Bevölkerung, und so erlebt der Begriff „Gummihals“ seit 2000 eine Renaissance. Der Autor Bruno Ziauddin beschreibt in seinem Buch Grüezi Gummihälse. Warum uns die Deutschen manchmal auf die Nerven gehen diese kulturellen Unterschiede in humorvoller Art. Der Begriff „Gummihals“ kommt laut Ziauddin daher, dass deutsche Jungärzte immer heftig nickten, wenn Chefärzte mit ihnen reden. Das werde von den Schweizern als „Zustimmung nach oben“ aufgefasst. Darüber hatte er bereits 2007 im Süddeutsche Zeitung Magazin berichtet, wo ein schweizerischer Krankenpfleger mit der gleichen Meinung zu deutschen Assistenzärzten zitiert wurde.
Ein Zusammenhang mit dem in Zeit der deutschen Wiedervereinigung 1989/90 populär gewordenen Wort „Wendehals“ besteht nicht, denn dieses ist bereits seit dem 16. Jahrhundert gebräuchlich.